# Функ, Иоганн
Иога́нн Функ (нем. Johann Funck, иначе Funk, латинизированный Funccius) (7 февраля 1518 года в районе Нюрнберга — † 28 октября 1566 года, Кёнигсберг, Восточная Пруссия) — немецкий евангелический теолог.

## Биография
Сын рыбака, в 1536 году поступил в Виттенбергский университет. В 1538 году получил степень бакалавра философии, а в 1539 году степень магистра философии. В 1541 году рукоположен в сан диакона, а с 1543 года приходской священник в своём родном городе. Здесь Функ опубликовал своё продолжение хроники Иоганна Кариона, доведя его до Шмалькальденских войн.
Перед входом в Нюрнберг испанских войск, Функ бежал в Восточную Пруссию, где стал советником герцога Альберта. Там теолог начал поддерживать Андреаса Озиандера, после смерти которого возглавил партию его учеников. В 1560 году Иоганн Функ женился на дочери Озиандера.
Оппоненты теолога использовали его проповеди для создания образа возмутителя нравов и подстрекателя к государственным беспорядкам. В итоге Иоганн Функ был обвинён в государственной измене и в октябре 1566 года казнён вместе со своими единомышленниками Маттиасом Хорстом и Иоганном Шнеллом.